# Rabauliomorpha gibbosa
Rabauliomorpha gibbosa är en tvåvingeart som beskrevs av Hardy 1970. Rabauliomorpha gibbosa ingår i släktet Rabauliomorpha och familjen borrflugor. Inga underarter finns listade i Catalogue of Life.